# Ботаническа градина (Сухуми)
Ботаническа градина в Сухуми (на грузински: სოხუმის ბოტანიკური ბაღი) е ботаническа градина, разположена в град Сухуми, Грузия.

## История
Ботаническата градина в Сухуми е една от най-старите ботанически градини в Кавказ. Първоначално лекарят на Сухумски гарнизон Багриновски, който има обширни познания в областта на ботаниката и градинарството, засажда различни видове растения градина близо до къщата си. През 1838 – 1840 г. на нейна база командирът на руската черноморска укрепителна линия генерал-лейтенант Александър Райевски основава „Военно-ботаническа градина Сухуми-Кале“, чрез която да се въвеждат растения в региона, особено чай и цитрусови плодове. Градината е разширена, а с труда на войниците и доставки на семена и резници са засадени много местни и екзотични приложни и декоративни растения. Отглеждат се и зеленчуци за гарнизона.
По време на Руско-турските войни през 1853 – 1855 г. и през 1877 – 1878 г. градината е опустошена от турците.
През 1889 г. градината преминава в собственост на гражданската власт, а през 1894 г. започват възстановителните работи под ръководството на П. Е. Татаринов, който преди това е работил в Министерството на земеделието като секретар на дружеството за овощарство и градинарство. Към градината се създава и селскостопанска опитна станция. До 1901 г., когато Татаринов се премества в Батуми, той въвежда голям брой растения, като пътува до страните от Южна Америка и Средиземноморието и донася от там 45 вида агаве, 49 вида палми, 150 вида иглолистни дървета и редица други субтропични растения, както и някои селскостопански култури.
Поради последвалите събития в Русия (войни, революции) дейността на градината е спряна за дълго време. Периодът 1926 – 1940 г. се бележи от развитие на ботаническата градина с личното съдействие на Николай Вавилов, с организацията на Сухумската експериментална станция на Всесъюзния институт по растениевъдство и с подкрепата на президента на Академията на науките Владимир Комаров. Към градината са прехвърлени 120 хектара със спомагателни съоръжения.
През 1972 г. градината получава статут на Научноизследователски институт по ботаника на Академията на науките на СССР.
Огромни щети са нанесени на ботаническата градина от грузинско-абхазката война от 1992 – 1993 г. Повече от сто снаряда падат на територията на парка – загиват 30% от дърветата и храстите, 80 – 85% от тревистите (включително цветни) растения, 100% от собствените им сортове цветни култури, 90 – 95% от оранжерийните растения. След войната започва възстановяване на растителните видове.
Съвременната площ на градината е 30 хектара, от които демонстрационната ѝ част заема 5 хектара и е разделена на 50 секции от пешеходни пътеки. В градината са събрани над 4000 растителни вида, включително до 1200 тропически.
Една от основните атракции е 250-годишната кавказка липа, която расте тук още преди основаването на градината. Диаметърът на липата е 3 м. През 1877 г. турците отсичат дървото, но то не умира. Продължавайки да расте, липата достига височина от 20 м, но по време на урагана от 1987 г. по-голямата част от короната е съборена.
В ботаническата градина виреят и най-старата секвоя на територията на бившия СССР, засадена през 1848 г., и първата метасеквоя по Черноморието, отгледана от семена, получени от първата специална експедиция на „Арнолд Арборетум“ и засадена около 1850 г.
- Алея в градината
- Алпинеум
- 250-годишна кавказка липа
- Алея с бамбук
- Басейн с водни лилии
- Палми
- Японски кът
- Изглед от градината